# Руда (Киевская область)
Руда (укр. Руда) — село, входит в Сквирский район Киевской области Украины. Расположено на реке Раставице.
Население по переписи 2001 года составляло 1636 человек. Почтовый индекс — 09039. Телефонный код — 4568. Занимает площадь 0,36 км². Код КОАТУУ — 3224086401.
В селе родился Герой Советского Союза Николай Лопач.

## Местный совет
09035, Київська обл., Сквирський р-н, с.Руда, вул.Заводська,2, тел. 55-418 (укр.)

## История
Село Руда было в составе Шамраевской волости Васильковского уезда Киевской губернии. В селе была Николаевская церковь.
В 1860 году в семье священника села родился святитель, исповедник, епископ Коломенский  Феодосий (в миру Иван Ганицкий), причисленный Православной Русской церковью к лику святых.